# Światowa Rada Badań nad Polonią
Światowa Rada Badań nad Polonią (d. Rada Porozumiewawcza Badań nad Polonią) – zarejestrowane w 1997 Towarzystwo Naukowe mające na celu zacieśnianie związków pomiędzy nauką w kraju i na emigracji w zakresie badań nad dziedzictwem polskiego uchodźstwa niepodległościowego.
W 1996 z inicjatywy Zarządu Polskiego Towarzystwa Naukowego na Obczyźnie w Londynie (PTNO) odbyło się w Lublinie spotkanie organizacyjne. W konsekwencji utworzono Sekretariat w skład którego weszli profesorowie: Edward Szczepanik, ks. Edward Walewander i Tadeusz Radzik. W czerwcu 1997 tymczasowy Sekretariat został przekształcony w „Radę Porozumiewawczą Badań nad Polonią” na czele Zarządu której stanął prof. dr Edward Szczepanik. W maju 2001 Rada Porozumiewawcza zmieniła nazwę na „Światowa Rada Badań nad Polonią”. Prezesem ŚRBnP został prof. dr Andrzej Targowski, a prof. dr Edward Szczepanik otrzymał godność prezesa honorowego. W latach 2007-2024  funkcję prezesa ŚRBnP sprawował mgr Walter Wiesław Gołębiewski z Stanów Zjednoczonych. 14 pździernka 2024 roku prezesem ŚRBnP (na lata 2024-2029) została dr hab. Joanna Pyłat (członek zarządu Polskiego Towarzystwa Naukowego na Obczyźnie - wcześnej wiceprezes ŚRBnP), a mgr Wiesław Gołebiewski otrzymał godność prezesa honorowego. 
ŚRBnP koordynuje działalność naukową badań polonijnych i upowszechnianie wiedzy o Polonii. Cele te realizuje m.in. poprzez inicjowanie i koordynowanie badań naukowych, organizowanie zjazdów, konferencji odczytów naukowych, gromadzenie dokumentacji i wydawnictw polonijnych, wydawanie periodyku prezentującego wyniki badań polonijnych, upowszechnianie wiedzy o Polonii, współpracę z władzami, instytucjami oraz organizacjami krajowymi i zagranicznymi.
Nowy skład Zarządu Światowej Rady Badań nad Polonią wybrany został przez uczestników Walnego Zebrania członków Światowej Rady Badań nad Polonią odbytego 14 października 2024 roku, na UKSW w Warszawie.
Aktualny skład zarządu Światowej Rady Badań nad Polonią:
1. dr hab. Joanna Pyłat prof. WSKZ - prezes Światowej Rady Badań nad Poloną (Wielka Brytania/Polska)

2. ks. prof. dr hab. Waldemar Gliński - wiceprezes ds. naukowych (Polska)

3. mgr Walter Wiesław Gołębiewski  - prezes honorowy, członek zarządu (Stany Zjednoczone)

4. dr inż. Jacek Cholewski – członek zarządu (Australia,/Polska)

5. mgr Ewa Wysga – sekretarz Generalny (Polska)

6. prof. dr hab. Wiesław Wysocki – członek zarządu (Polska)

7. mgr Anna Paniszewa - członek zarządu (Polska)

8. mec. Maria Szonert-Binienda - członek zarządu (Stany Zjednoczone)

9. dr hab. Jacek Knopek prof. PK - członek zarządu (Polska)

10. prof. dr hab. Bernard Kołodziej - członek zarządu (Polska)

11. red. Marek Wolski - członek zarządu (Niemcy)

12. ks. dr Zdzisław Malczewski – członek zarządu (Brazylia)

13. dr Aneta Hoffman - członek zarządu (Polska)

14. mgr Kielich Rainka Hanna – członek zarządu (Polska)